# 傑羅姆 (阿肯色州)
傑羅姆（英語：Jerome）是一個位於美國阿肯色州德魯縣的城市。

## 地理
傑羅姆的座標為33°23′57″N 91°28′04″W / 33.39917°N 91.46778°W，而該地的平均海拔高度為39米（即128英尺）。

## 人口
根據2020年美國人口普查的數據，傑羅姆的面積為0.26平方千米，皆為陸地。當地共有人口24人，而人口密度為每平方千米92人。